# Combate de Magul
O Combate de Magul foi uma batalha travada na região de Magul (Moçambique) entre uma força expedicionária Portuguesa, liderada por Alfredo Augusto Freire de Andrade e os guerreiros tribais Ronga, liderados por nuã-Matidjuana caZixaxa Mpfumo e pelo seu primo Mahazul. O confronto insere-se nas chamadas "Campanhas de Pacificação de África" levadas a cabo por Portugal nas suas colónias, nos finais do século XIX e início do século XX, fruto da crise do Mapa cor de rosa. A primeira fase destas campanhas, iria culminar na captura do imperador de Gaza, Ngungunhane.

## História
A batalha deu-se no dia 8 de setembro de 1895, sendo a desproporção de forças entre os dois lados bastante substancial. Do lado Ronga, contavam-se 13 Mangas (regimentos de guerreiros tribais) com cerca de seis mil homens, enquanto que a tropa portuguesa dispunha de 275 soldados europeus, auxiliados por 500 ajudantes africanos (na sua maioria angolanos). Os guerreiros africanos lançaram-se na sua tática habitual de meia lua, enquanto os portugueses, usaram a sua tática do quadrado habitual, (soldados virados para as quatro frentes, em linha de fogo, com as peças de artilharia nos cantos).

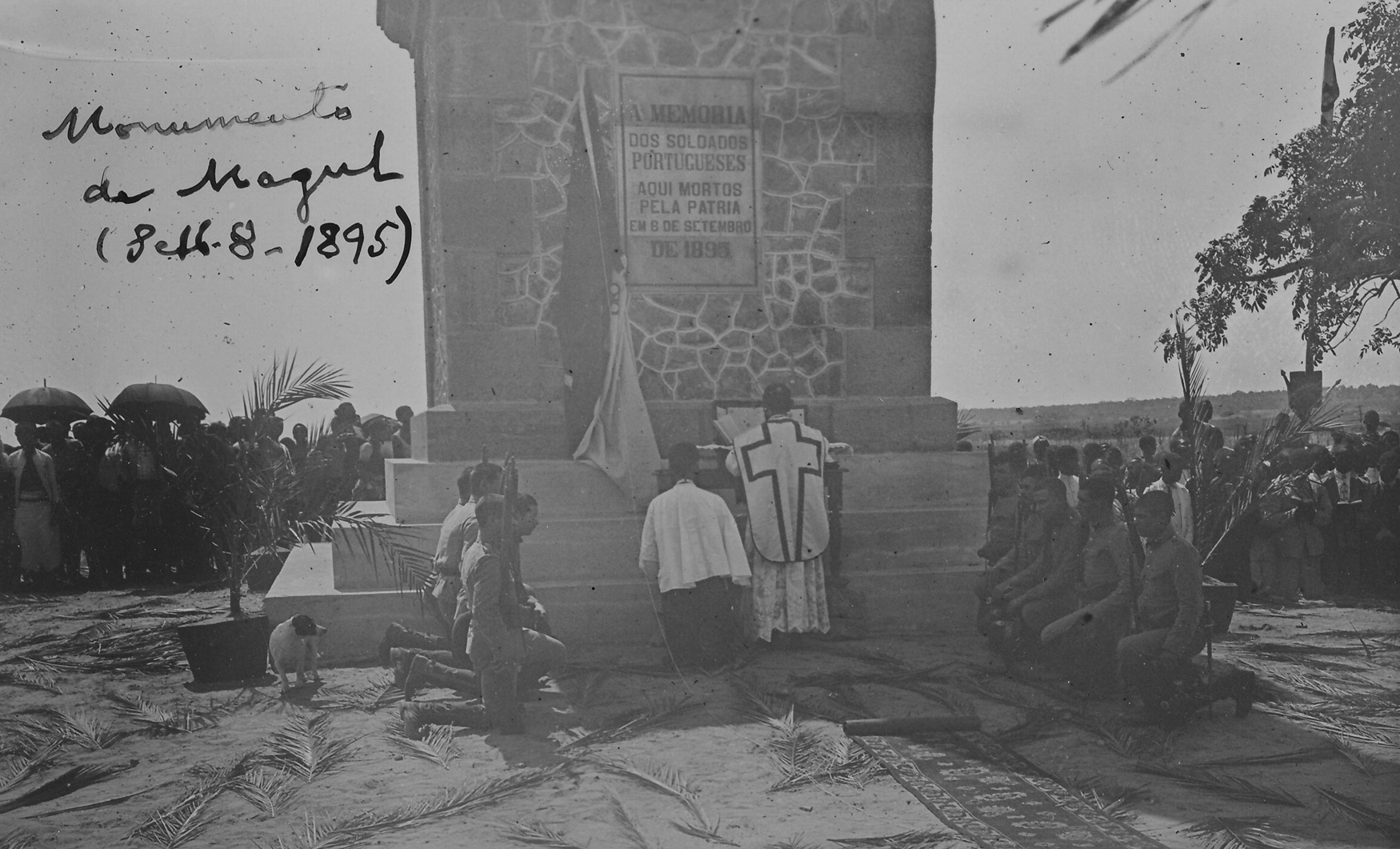
Monumento aos Combatentes da Batalha de Magul - 8 de Setembro de 1895.

O poder de fogo das metralhadoras e da artilharia europeia era enorme, fazendo com que os Ronga não conseguissem furar o quadrado Português. Ao fim de duas horas de combate, os africanos retiram, deixando para trás 400 mortos. Do lado português contabilizam-se 5 baixas entre os soldados continentais, uma vitória esmagadora e que muito desmoralizou os Ronga.
Depois da vitória inquestionável, a tropa portuguesa aproveita para semear o medo entre as povoações, tentando desta forma quebrar o sentimento de revolta contra o domínio colonial, e são incendiadas varias aldeias.
Ngungunhane não intervém, pois aguardava ainda por ajuda inglesa que no entanto não surge. Os britânicos ao verem a determinação que o governo português emprega nestas ações, retiram o apoio ao imperador africano.
Nesta batalha distinguiu-se com enorme bravura o famoso Henrique de Paiva Couceiro.

## Descrição
Uma coluna militar portuguesa derrotou uma força de índigenas, no Combate de Magul, durante a Campanha de 95 em Moçambique, de pacificação das revoltas começadas em 1894, com um ataque a Lourenço Marques.
O Combate de Magul foi uma batalha travada na região de Magul (Moçambique) entre uma força expedicionária Portuguesa, liderada por Alfredo Augusto Freire de Andrade e os guerreiros tribais Ronga, liderados por nuã-Matidjuana caZixaxa Mpfumo e pelo seu primo Mahazul. O confronto insere-se nas chamadas "Campanhas de Pacificação de África" levadas a cabo por Portugal nas suas colónias, nos finais do século XIX e início do século XX, fruto da crise do "Mapa cor de rosa". A primeira fase destas campanhas, iria culminar na captura do imperador de Gaza, Ngungunhane.
A batalha deu-se no dia 8 de setembro de 1895, sendo a desproporção de forças entre os dois lados bastante substancial. Do lado Ronga, contavam-se 13 Mangas (regimentos de guerreiros tribais) com cerca de seis mil homens, enquanto que a tropa portuguesa dispunha de 275 soldados europeus, auxiliados por 500 ajudantes africanos (na sua maioria angolanos). Os guerreiros africanos lançaram-se na sua tática habitual de meia lua, enquanto os portugueses, usaram a sua tática do quadrado habitual, (soldados virados para as quatro frentes, em linha de fogo, com as peças de artilharia nos cantos).
O poder de fogo das metralhadoras e da artilharia europeia era enorme, fazendo com que os Ronga não conseguissem furar o quadrado Português. Ao fim de duas horas de combate, os africanos retiram, deixando para trás 400 mortos. Do lado português contabilizam-se 5 baixas entre os soldados continentais, uma vitória esmagadora e que muito desmoralizou os Ronga.
Depois da vitória inquestionável, a tropa portuguesa aproveita para semear o medo entre as povoações, tentando desta forma quebrar o sentimento de revolta contra o domínio colonial, e são incendiadas varias aldeias.
Ngungunhane não intervém, pois aguardava ainda por ajuda inglesa que no entanto não surge. Os britânicos ao verem a determinação que o governo português emprega nestas ações, retiram o apoio ao imperador africano.